# Purperteugelhoningeter
De purperteugelhoningeter (Lichenostomus cratitius) is een zangvogel uit de familie honingeters (Meliphagidae).

## Verspreiding en leefgebied
Deze vogel is endemisch in Australië en telt twee ondersoorten:
- L. c. occidentalis: zuidelijk West-Australië en van zuidelijk-centraal Zuid-Australië tot zuidwestelijk Victoria.
- L. c. cratitius: Kangaroo Island (Zuid-Australië)

## Status
De grootte van de populatie is niet gekwantificeerd maar de soort wordt omschreven als vrij algemeen. Op de Rode lijst van de IUCN heeft deze soort de status niet bedreigd.